# Amba (peuple)
Pour les articles homonymes, voir Amba.
Les Amba (ou Baamba, Bwamba, Kwamba, Kihumu) sont un peuple d'Afrique centrale surtout présent en Ouganda et de l'autre côté de la frontière en République démocratique du Congo. Le territoire – peu étendu – sur lequel ils vivent s'appelle le Bwamba.

## Langue
Ils parlent l'amba, une langue bantoue dont le nombre total de locuteurs est estimé à 40 100.

## Notes et références

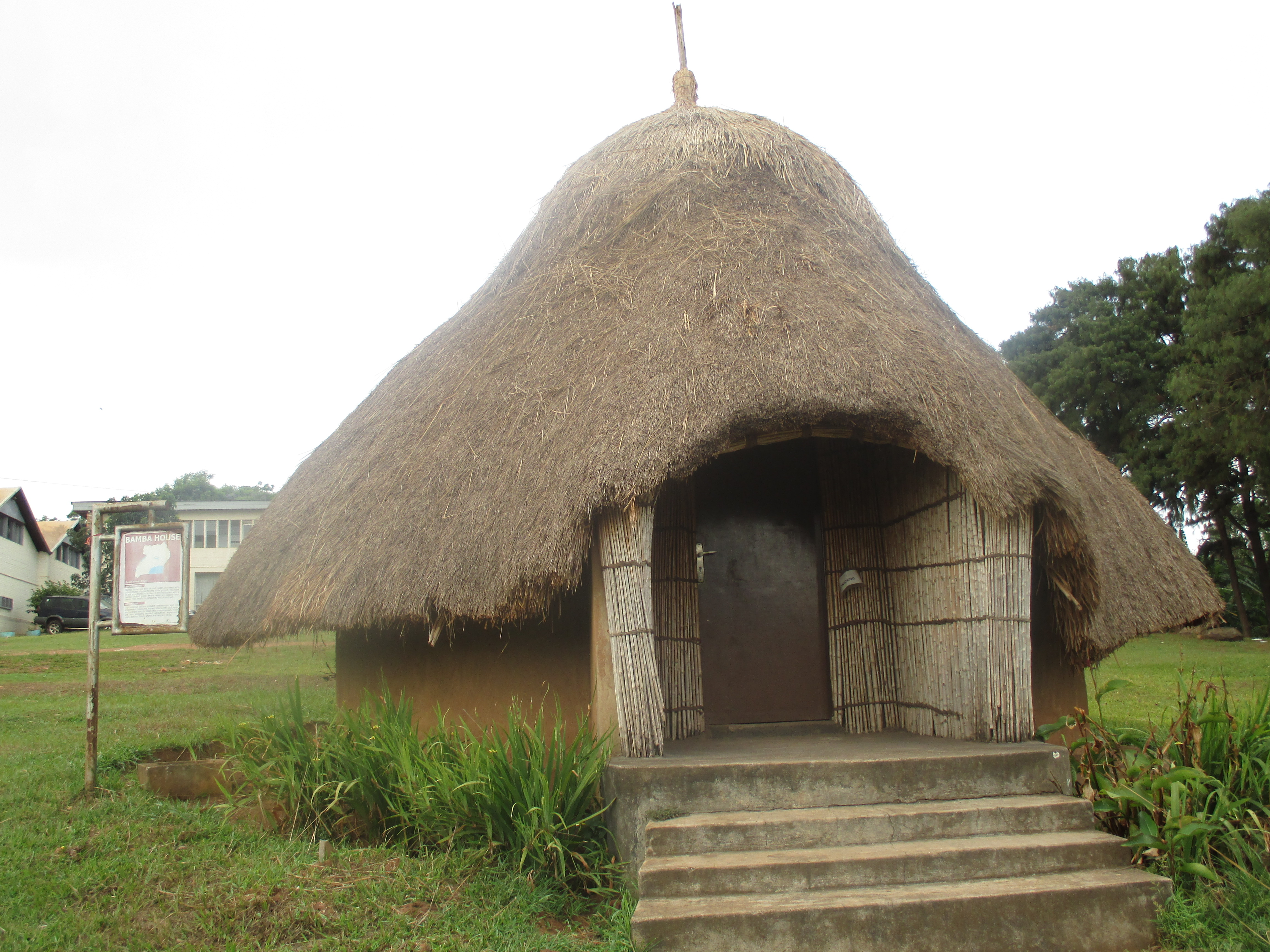
Habitation amba (Uganda Museum)